# Svatý Jiří
Svatý Jiří (staročesky Juří; † 23. dubna 303 Kayseri) byl podle křesťanské hagiografie římský voják pocházející z Kappadokie v Anatolii, v dnešním Turecku, který je uctíván jako mučedník. Východní církve jej označují jako megalomartyra, velkomučedníka, arcimučedníka. Je jedním ze čtrnácti svatých pomocníků. Je zvěčněn v „legendě o sv. Jiří a draku“, kde je vylíčen jako drakobijec. Svatý Jiří je patronem Anglie, Černé Hory, Etiopie, Gruzie, Georgie, Kanady, Katalánska, Řecka, měst Barcelony, Bejrútu, Freiburgu, Janova, Lublaně, Moskvy, Vysokého Mýta, Brušperka, ostrovů Gozo a Skyros, a také mnoha profesí, organizací a nemocných lidí.
Ve většině zemí se svátek svatého Jiří slaví 23. dubna. V českých zemích, na Slovensku a v Polsku se svátek svatého Jiří slaví až 24. dubna, protože na 23. dubna připadá den umučení svatého Vojtěcha, a tak se svátek svatého Jiří posunul o den později. Sv. Jiří je od roku 1908 patronem všech skautů, jeho svátek 24. dubna (v Česku, jinak v celém skautském světě je to 23. dubna) je jeden ze dvou velkých skautských svátků.

## Život

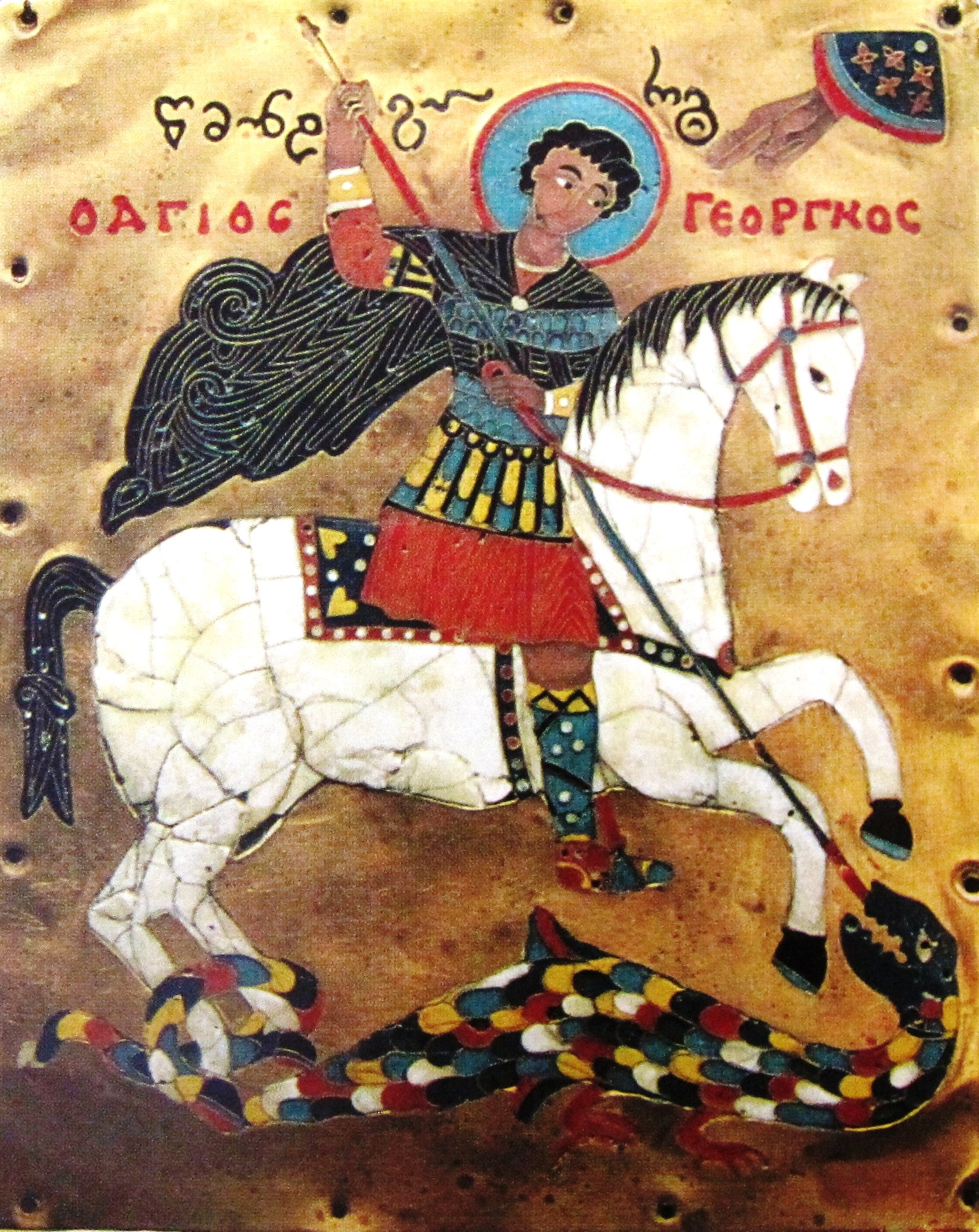
Svatý Jiří jako patron Gruzie na ikoně z 16. století

Svatý Jiří, i přes to, že není zmiňován v žádných historických dokumentech, je pokládán za významnou historickou osobnost. První zmínky o něm pocházejí z 5. století. Rozsáhle o něm referuje Zlatá legenda ze 13. století. Z důvodu nedoloženosti byl v roce 1969 vyňat z katolického Všeobecného kalendáře, ale v roce 1975 byl opět navrácen.
Podle legend se Jiří narodil v křesťanské rodině kolem roku 270 n. l. v Kappadokii, dnešním Turecku. Jeho otec Gerontios pocházel také z Kappadokie a sloužil jako důstojník v římské armádě. Jeho matka Pucha Polychronia byla z Lyddy (dnešní Lod) u Tel Avivu v Izraeli. Jako vdova se po čase se svým synem vrátila do svého rodného města, kde mu poskytla vzdělání.
Mladý Jiří vstoupil po vzoru otce do armády brzy po dosažení dospělosti. Dokázal být dobrým vojákem, a proto byl povyšován. Po svých dvacetinách obdržel titul tribuna a následně se stal rytířem. Tou dobou byl umístěn v Joppě (dnešní Jaffa) jako člen osobní stráže římského císaře Diokleciána.
V roce 303 vydal císař edikty umožňující pronásledování a útisk křesťanů v celé Říši. Jiřímu bylo nařízeno účastnit se perzekucí, ale namísto toho se Jiří přiznal ke křesťanství a kritizoval císařské rozhodnutí. Rozzuřený Dioklecián ho nechal uvěznit ve městě Al-Khader, mučit za zradu a poté nařídil popravu.
Po různých mučeních, např. trháním kolem s hřeby, byl Jiří popraven stětím před Nikomédijskou obrannou zdí 23. dubna 303. Tento skutek přesvědčil císařovnu Priscu Alexandru a pohanského kněze Athanasia k přestoupení ke křesťanství. Jeho tělo bylo navráceno do Lyddy a pohřbeno na místě, kam mu brzy začali chodit vzdávat úctu křesťané jako mučedníkovi.

## Svatý Jiří a drak
Příběh o sv. Jiří a drakovi je východního původu; do našich končin byl přinesen křižáky a upraven do romantické podoby. Nejstarší verze tohoto námětu pochází z počátku jedenáctého století z Kappadokie (v ikonografii pravoslavné církve byl Jiří zobrazován jako voják až od 17. století); nejstarší dochovaný epický příběh je georgiánský text.
Plně rozvinutá západní (katolická?) verze legendy vypráví, jak si u pramene zásobujícího město Kyréna (Silené) v Libyi, postavil hnízdo drak. Obyvatelé museli každý den kvůli vodě na chvíli vylákat draka z hnízda. Jako návnada sloužila lidská oběť určená losem. Když los padl na královskou dceru Cleolindu, zoufalý král Selin marně prosil o milost. Princezna Cleolinda byla předložena drakovi. V pravou chvíli se objevil zrovna kolem projíždějící Jiří, postavil se drakovi, zabil ho a princeznu zachránil. Vděční občané se zřekli pohanství a přijali křesťanství.
Podobnost s příběhem o Perseovi a Andromedě je více než nápadná. Drak je zde alegorií na pohanské kulty. Příběh o sv. Jiří a drakovi má zřejmě starší předkřesťanský vzor. Příkladem mohou být např. Sabazios, nebeský otec, který byl obvykle zobrazován na hřbetě koně, nebo Diovo vítězství nad stohlavým titánem Týfónem, či další shody s germánskými a védskými tradicemi. Zmiňované shody vedly mnoho historiků k přesvědčení, že legenda o svatém Jiří je křesťanskou verzí příběhu ze starších indoevropských náboženství.
Ve středověkých romancích je kopí, kterým Jiří zabil draka, nazýváno Ascalon podle města Aškelon v Palestině (dnešní Izrael).

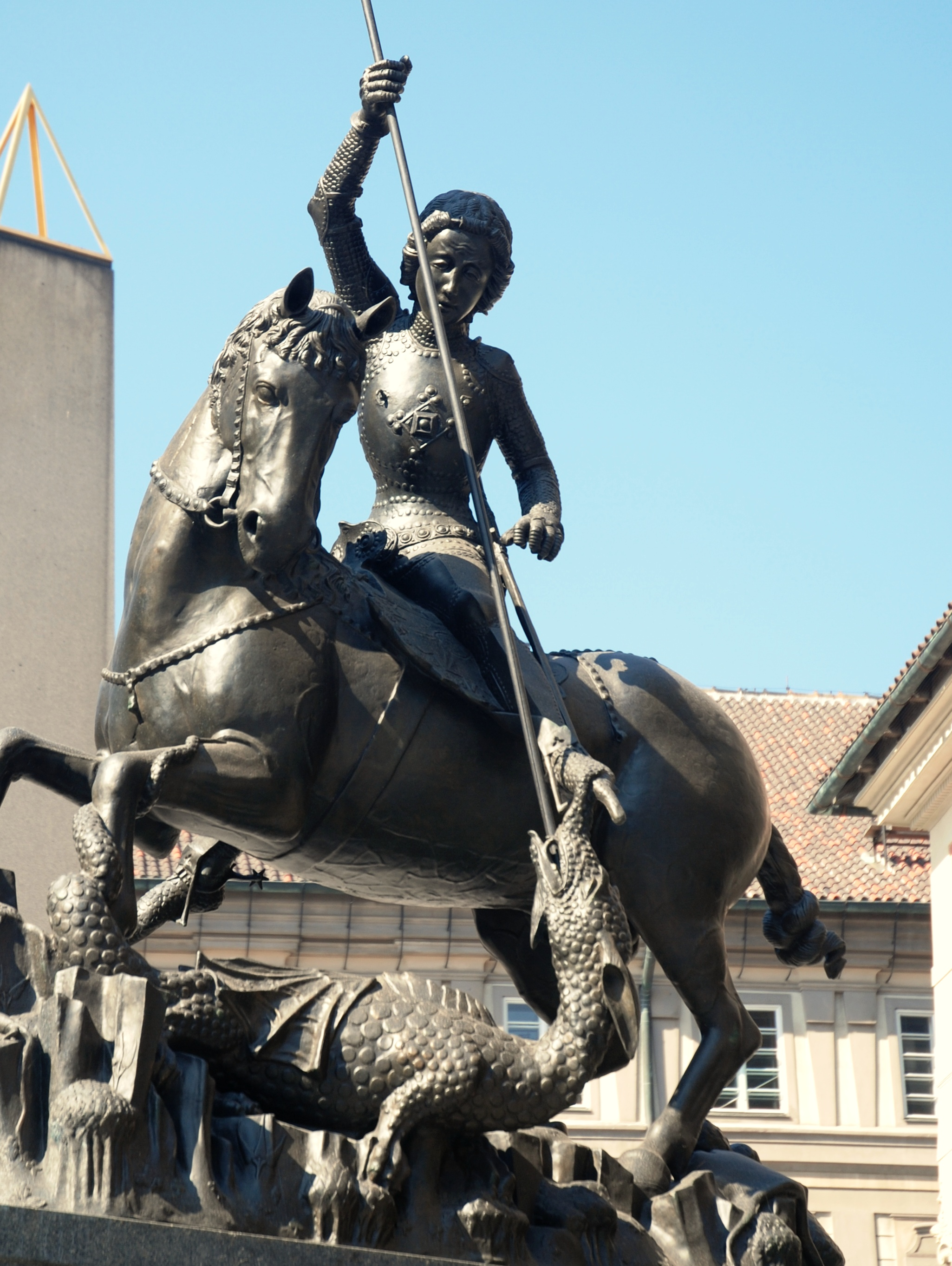
Socha sv. Jiří na Pražském hradě

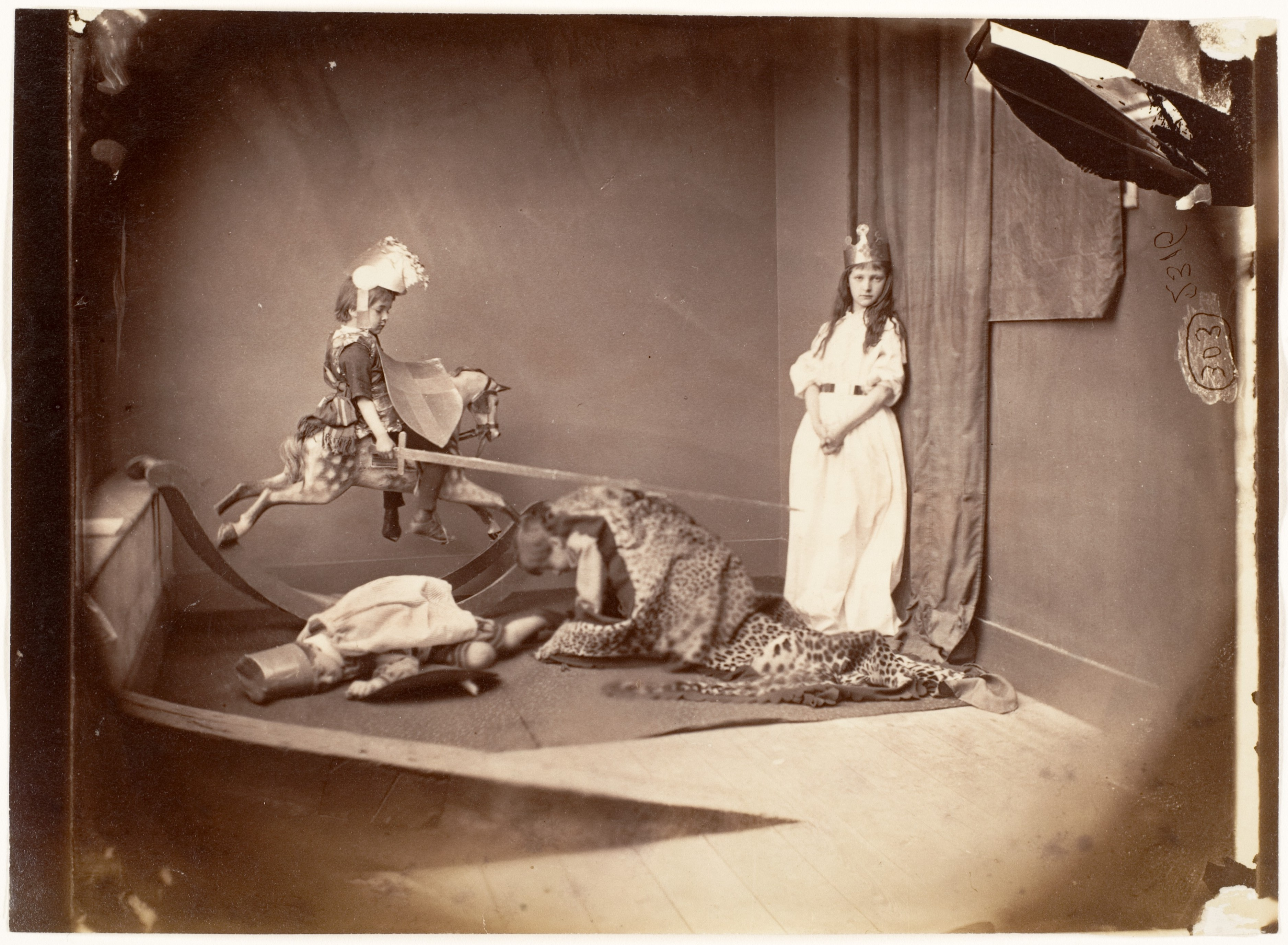
Lewis Carroll: Svatý Jiří a drak, 26. června 1875

Ve Švédsku se zachráněná princezna stala symbolem Švédského království a drak obrazem nepřátelské armády. Ve Stockholmu se nachází několik soch svatého Jiří bojujícího s drakem. Nejstarší je ve Starém městě v Storkyrkanu („Velký kostel“).
Americký spisovatel Herman Melville vyslovuje ve svém díle Bílá velryba názor, že legenda o zápasu svatého Jiří s drakem i pověst o Perseovi a Andromedě má ve skutečnosti původ v lovu na velrybu. Doslova píše:
| „                 | Příbuzný tomuto dobrodružství Persea a Andromedy – a podle některých nepřímo od něho odvozený – je slavný příběh svatého Jiří a draka. O tomto draku se domnívám, že to byla velryba, neboť v mnohých starých kronikách jsou velryby a draci podivuhodně pomícháni a často jeden druhým zaměňováni. „Jsi jako lev vod a jako drak moře,“ pravil Ezechiel, míně tím zřejmě velrybu. Vždyť některá vydání bible toho slova užívají. Kromě toho by z činu svatého Jiří zmizelo mnoho slávy, kdyby se byl utkal jen s lezoucím plazem pozemským, místo aby se odvážil zápasu s velkou obludou hlubin. Hada může zabít kdokoliv, ale jen Perseus, svatý Jiří a Coffin mají odvahu pustit se odvážně do velryby. | “ |
| — Herman Melville | |   |

| „                 | Nedejte se klamat dnešním zobrazováním tohoto výjevu. Tvor, zápasící s tímto statečným velrybářem, je sice nejasně představován v podobě okřídleného lva, zápas se sice odehrává na souši a svatý sedí na hřbetě koně, ale musíme počítat s velkou nevědomostí oněch dob, kdy pravá podoba velryby byla umělcům neznáma. A uvážíme-li, že tak jako v případě Perseově mohla velryba svatého Jiří vylézti z moře na pobřeží, a pomyslíme-li, že zvíře, na němž jel svatý Jiří, mohlo být jenom velký tuleň nebo mořský kůň; když přihlédneme k tomu ke všemu, neobjeví se žádný nesouhlas s posvátnou legendou a nejstaršími kresbami této scény, nebudeme-li tak zvaného draka považovat za nic jiného než za samého velkého leviatana. | “ |
| — Herman Melville | |   |

### Symbolika svatého Jiří s drakem
Svatý Jiří bojující s drakem je symbolem, umístěným na znacích či vlajkách několika států či měst.

Gruzínský státní znak
Moskevský městský znak
Vlajka Moskvy
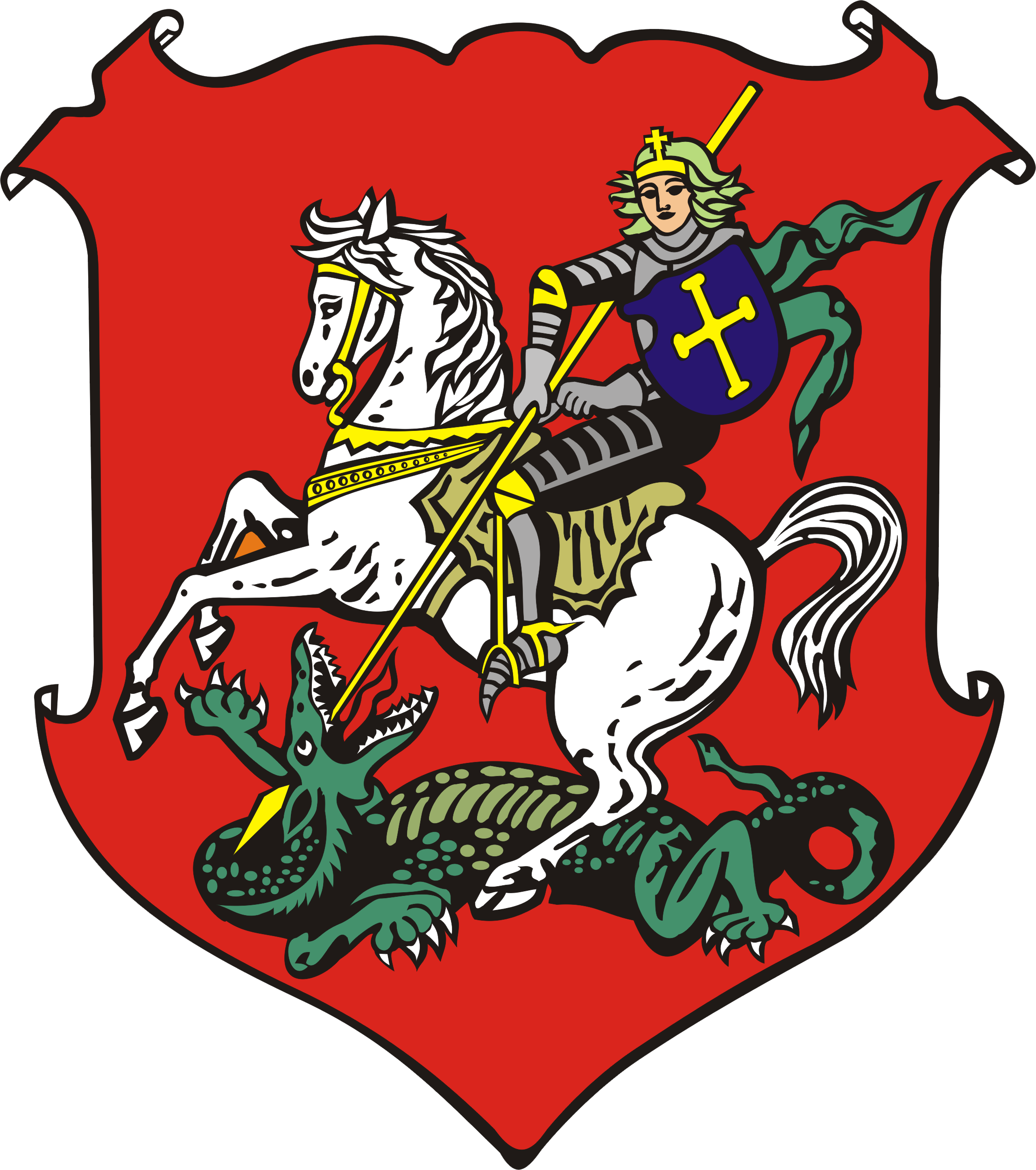
Znak Vysokého Mýta
Znak města Brušperk

## Etymologie jména
Jméno Jiří pochází (přes latinsky Georgius) z řecky Georgios „rolník, zemědělec“ (Ge – země a ergon – práce). Gruzie se v mnoha jazycích řekne Georgia/Georgie(n), jednou z teorií vzniku tohoto názvu je pojmenování po svatém Jiří (termín „Gruzie“ je ruského původu, název země gruzínsky zní საქართველო, Sakartvelo).